# Степуріно (Грязовецький район)
Степу́ріно (рос. Степурино) — присілок у складі Грязовецького району Вологодської області, Росія. Входить до складу Юровського сільського поселення.

## Населення
Населення — 249 осіб (2010; 241 у 2002).
Національний склад (станом на 2002 рік):
- росіяни — 98 %